# Dakoro (Niger)
Pour les articles homonymes, voir Dakoro.
Dakoro est une ville et une commune urbaine, chef-lieu du département de Dakoro, dans la région de Maradi au Niger.

## Géographie

### Administration
Dakoro est une commune urbaine du département de Dakoro, dans la région de Maradi au Niger. Son statut de centre administratif abritant le pouvoir d’État, le cosmopolitisme de son peuplement et la présence de l’élite économique et intellectuelle du département aux origines diverses en font un espace presque autonome.

### Situation
Dakoro est située à environ 120 km au nord-nord-ouest de Maradi et 520 km à l'est de Niamey, la capitale du pays
.
| Korahane | Bermo       | Roumbou I, Azagor |
| Korahane | Dakoro      | Birni Lallé       |
| Korahane | Birni Lallé | Birni Lallé       |

## Histoire
Dakoro est un chef-lieu de département, précédemment chef-lieu d’arrondissement de Dakoro devenu département en 2004. La localité est érigée
en commune urbaine par la loi n° 096/98 mais il n’y a jamais eu d’élection pour le conseil municipal. Il a fallu attendre 2004 pour que la commune urbaine soit dotée d’un territoire et d’un conseil municipal élu. Bien que située sur son territoire et abritant son siège, la chefferie cantonale a une faible emprise sur la ville de Dakoro.

## Population
La population de la commune urbaine était estimée à 58 779 habitants en 2011. La ville est constituée de plusieurs quartiers-villages regroupant tous les groupes sociaux du département. Les Hausa Gobirawa, les Hausa Aderawa, les Touaregs KelGress, les Touaregs Roumboukawa, les Peuls, etc.
,.

## Services et infrastructures

### Santé
- Hôpital de district.
- Centre de Santé Intégré (CSI) à Dakoro, Itouila I[4].

### Enseignement
- Collège d'enseignement secondaire (CES) à Dakoro.
- Collège d'enseignement général franco-arabe (CEG FA) à Dakoro.
- Collège d'enseignement technique (CET) à Dakoro.
- Centre de formation des métiers (CFM) à Dakoro, Itouila I.